# Радуйся, мир!
«Радуйся, мир!» (англ. Joy to the World) — евангельский гимн, созданный в 1719 году Исааком Уоттсом. 
Слова гимна «Радуйся, мир!» написаны в 1719 году Исааком Уоттсом, который считается отцом английской гимнодии. Такой титул он заслужил не потому, что первым начал писать английские гимны, а потому, что он дал сильный толчок использованию гимнов во время богослужений в Англии.
Исаак Уоттс родился в семье дьякона, чьи религиозные взгляды не всегда совпадали с преобладающими в то время, и дочери беженцев-гугенотов. Первые четырнадцать лет его жизни его семья подвергалась гонениям, в результате чего подорвалось здоровье Исаака. Он вырос всего до метра пятидесяти и всю жизнь был слабым и болезненным. Но уже в раннем возрасте он проявлял способности к стихосложению.
К тому времени уже более ста лет общее пение в церквах было ограничено исполнением стихотворных переложений Псалтири. Когда Уоттсу было 15 лет, после одного богослужения он критиковал церковные песнопения. Один из дьяконов ответил ему: «Тогда напиши что получше!» Свой ответ Исаак принёс на вечернее богослужение в церковь, где пастором был его отец. Там и исполнили его первый гимн, и верующие просили его писать ещё. Тогда в течение 222 недель (т.е. более 4 лет) Уоттс писал новый гимн на каждое воскресенье и таким образом совершенно изменил традиции общего пения в английских церквах. 
В 1705 году Уоттс напечатал первый том своих гимнов и христианских стихотворений. В 1719 году он опубликовал монументальный труд «Подражание псалмам Давида». Эти гимны не были стихотворным пересказом Псалтири, как в старых церковных песнопениях. Уоттс подражал Давиду, используя новозаветный язык. Гимн «Радуйся, мир!» вошёл именно в этот том.
В работе над этим гимном он сосредоточил своё внимание на Псалме 97, особенно на стихах 4, 6, 8 и 9. Уоттс не задумывал этот гимн как рождественский. Как и другие гимны из «Подражания псалмам Давида», «Радуйся, мир!» должен был стать новозаветной перефразировкой одного из псалмов. Псалом говорит об избавлении еврейского народа, а Уоттс изменил его в гимн христианской радости о Божьем спасении, которое Бог начал открывать, когда появился Младенец, Который «жизнь даёт, снимает гнёт во всех концах земли». Это один из самых радостных рождественских гимнов, потому что он показывает значение рождения Спасителя для человечества.
Музыку гимна сочинил композитор церковной музыки Ловел Мейсон. Считается, что отчасти мелодия основывается на оратории Генделя «Мессия».
Гимны Уоттса не везде и не сразу были приняты с радостью. Например, в 1789 году в США на первой генеральной ассамблее пресвитерианских церквей один пастор предостерегал братьев от «огромного и пагубного заблуждения, состоящего в предпочтении во время богослужения гимнов Уоттса переложенным на стихи Псалмам Давида».
Тем не менее, со временем гимны Уоттса вошли в широкое употребление. До сих пор многие из его гимнов, таких, как «Когда я поднимаю взор», поются в церквах по всему миру.

## Текст гимна
Русский перевод осуществлен Даниилом Александровичем Ясько, баптистским проповедником, поэтом и переводчиком.
Радуйся, мир! Господь грядёт.

Земля, ликуй пред Ним!

Прими скорей Царя царей,

И пойте новый гимн, 

И пойте новый гимн,

И пойте, пойте новый гимн.

Радуйся, мир! Христос пришёл.

В церквах поют о Нём.

Поля, сады, леса, холмы,

Им вторят с торжеством, 

Им вторят с торжеством,

Им вторят, вторят с торжеством.

Чтоб грех не ослеплял народ,

Чтоб терны не росли,

Он жизнь даёт, снимает гнёт,

Во всех концах земли,

Во всех концах земли,

Во всех, во всех концах земли.

Принёс Он мир и благодать,

Чтоб все могли познать,

Как Бог велик и справедлив,

Как нас Он возлюбил,

Как нас Он возлюбил,

Как нас, как нас Он возлюбил.

Русский перевод, выполненный Делазари О.А.
Весь мир ликуй, Господь пришёл!

Земля, встречай Царя!

Пускай все сердца откроются Ему,

Пусть славу воспоют,

Пусть славу воспоют,

Земля и небо пусть поют!

Весь мир ликуй, Спаситель здесь!

Народ слагает песнь,

И вторят ей поля, долины и леса,

И вторит вся земля,

И вторит вся земля,

Ей вторит, вторит вся земля!

Слава Тебе, Всевышний наш!

Позволь сынам воздать

Тебе благодарение за милость избавления

И вечный дар любви,

И вечный дар любви,

И вечный дар Твоей любви!